# Brigadiere
Brigadiere è un grado militare presente in varie forze armate di taluni Stati del mondo. In alcuni fa parte degli ufficiali, generalmente superiore a colonnello, in altri fa parte dei sottufficiali. 
Il termine deriva da brigata, di origine francese, il cui ufficiale superiore comandante veniva chiamato brigadiere o brigadier generale. Nelle forze armate dove è un grado degli ufficiali, il brigadiere corrisponde a quello che era il colonnello brigadiere del Regio Esercito o al colonnello in comando di brigata dell'attuale Esercito Italiano.

## Storia
Il titolo deriva dall'equivalente britannico di brigadier generale, utilizzato fino al 1922 e ancora in uso in molti paesi. "Brigadiere" era già in uso come termine generico per un comandante di una brigata a prescindere dal grado specifico.
Dal 1922 al 1928, il titolo britannico usato era quello di colonnello comandante, sostituito dopo sei anni con il grado di brigadiere. Il titolo di colonnello comandante è stato utilizzato per comandanti di brigate, depositi o centri di formazione.
Fino a poco dopo la seconda guerra mondiale, brigadiere è stato un titolo conferito ai colonnelli, come commodoro era un titolo conferito ai capitani di vascello della Royal Navy.

## Nel mondo
In molti paesi, in particolari quelli che facevano parte dell'Impero britannico il brigadiere è sia il più alto grado degli ufficiali superiori sia il più basso grado degli ufficiali generali. Il grado è utilizzato dall'esercito britannico, dai Royal Marines, dall'esercito australiano, dall'esercito indiano, dall'esercito della Nuova Zelanda, dall'esercito del Pakistan, in Iraq in Egitto e molti altri. Anche se non è sempre considerato facente parte degli ufficiali generali il brigadiere è sempre stato considerato equivalente al brigadier generale o al generale di brigata di altri paesi. 

Regno Unito
Australia
India
Pakistan

In molti paesi del centro e Sudamerica che hanno fatto parte dell'Impero spagnolo o Portoghese Brigadier indica il comandante di brigata, come in Colombia e in Cile, anche se in altri paesi  è usato piuttosto il termine di generale di brigata. In Messico il grado di general brigadier è superiore al grado di colonnello e inferiore al grado di generale di brigata, a sua volta inferiore al grado di generale di divisione.
Nei paesi arabi il grado di brigadiere (arabo: لواء; traslitterato: Līwa'ā) corrisponde nell'Esercito Italiano al generale di divisione o al generale di brigata in comando di divisione. Nelle forze armate del mondo arabo il grado omologo al brigadiere dei paesi di tradizione britannica è Amīd (arabo: عميد; traslitterato: Amīd; letteralmente: decano) un grado intermedio tra colonnello (arabo: عقيد; traslitterato: Aqīd) e brigadiere che ha come corrispondente italiano il colonnello brigadiere del Regio Esercito o nell'attuale Esercito Italiano il colonnello in comando di brigata o il generale di brigata.

### Argentina
Nella organizzazione militare precedente la costituzione del 1953 venivano impiegati i gradi dell'ejército español e il grado di brigadier era equivalente al grado di generale de brigata, mentre quello di brigadier general era riservato al comandante in capo dell'ejército nacional. Personaggi celebri della storia argentina che ricevettero il título di brigadier general furono Juan Manuel de Rosas, Estanislao López e Julio Argentino Roca, che ricevette la nomina il 28 settembre 1880, due settimane prima di assumere l'incarico di Presidente dell'Argentina.
Attualmente il grado di Brigadier general è riservato al Jefe de Estado Mayor General della Fuerza Aérea che viene direttamente nominato e destituito dal Presidente de la Naciòn.
Nella gerarchia militare è equivalente al grado di teniente general dell'Ejército e di almirante della Armada.
Nella Fuerza Aérea Argentina il grado di Brigadier è omologo del general de brigada dell'Esercito e al contralmirante della Armada, mentre il Brigadier Mayor è omologo al General de Division dell'Esercito e al Vicealmirante della Marina.
Distintivi di grado degli ufficiali generali della Fuerza Aérea Argentina

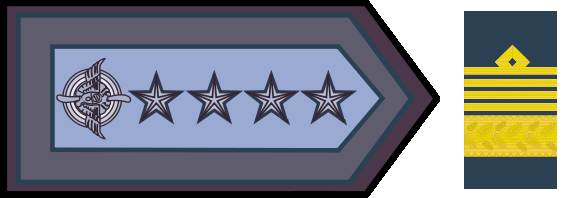
Brigadier General
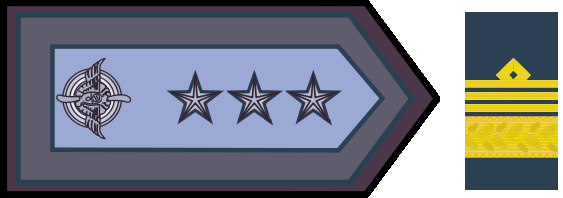
Brigadier Mayor
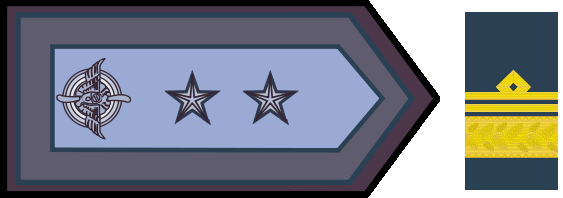
Brigadier

### Brasile
Il grado di brigadiere è usato nella Força Aérea Brasileira. La gerarchia dei gradi in ordine crescente è la seguente:
- Brigadeiro, equivalente al contra-almirante della Marina e al general de brigada dell'Esercito
- Major-brigadeiro, equivalente a vice-almirante della Marina e a general de divisão dell'Esercito
- Tenente-brigadeiro equivalente ad almirante-de-esquadra della Marina e general de exército

Il grado più alto dell'Aeronautica brasiliana è maresciallo dell'aria usato solo in caso di guerra.

### Cile
Nell'Ejército de Chile il grado di brigadier è riservato a un colonnello con più di quattro anni di servizio, oggi denominato General de Brigada. Viene investito con il grado di brigadier un colonnello quando viene destinato ad un incarico rilevante o ad un incarico generalmente occupato da un ufficiale generale. Viene denominato brigadier l'allievo dell'ultimo anno della Scuola militare che ha incarichi da istruttore. Il grado equivalente nella Armada e nella Fuerza aerea è commodoro.

### Grecia
Nell'Esercito ellenico il grado di brigadiere è denominato Tassiarco e corrisponde a generale di brigata. Il grado è usato anche dalla Aeronautica militare greca (Taxiarchos tis Aeroporias, "Brigadiere dell'Aeronautica"). Il grado di Tassiarco era ricoperto da Stylianos Pattakos, uno dei protagonisti del colpo di Stato che condusse la Grecia alla dittatura dei colonnelli.

### Italia
Il brigadiere è il secondo grado dei sovrintendenti dell'Arma dei Carabinieri e della Guardia di finanza. Il brigadiere riveste la qualifica di ufficiale di polizia giudiziaria. È superiore al grado di vice brigadiere ed è inferiore al grado di brigadiere capo. Ne è prevista una figura subalterna, detta vicebrigadiere.
Fino al 1992 il grado di brigadiere era in uso anche nel disciolto Corpo degli agenti di custodia (ora Corpo di polizia penitenziaria), e fino al 1981 era in uso nel Corpo delle guardie di pubblica sicurezza (ora Polizia di Stato); attualmente i due corpi civili usano la corrispondente qualifica di sovrintendente. Il distintivo di grado del brigadiere consiste di un gallone e due galloncini argentati per i carabinieri, oppure dorati per la Guardia di finanza. Ai sensi del d.lgs 28 febbraio 2001, n. 67, appartiene alla categoria dei "sovrintendenti". 
In ambito postale la qualifica di Brigadiere di Sala era conferita a taluni addetti interni che sovraintendevano il lavoro di portalettere, postini e addetti postali nei centri di distribuzione. Essi durante il periodo fascista ebbero anche il compito di controllo e censura della posta. Tale qualifica è rimasta in essere fino ai primi anni Ottanta, da quando questa mansione prese il nome di Caposquadra. 

Distintivo di grado per controspallina di brigadiere capo dell'Arma dei carabinieri
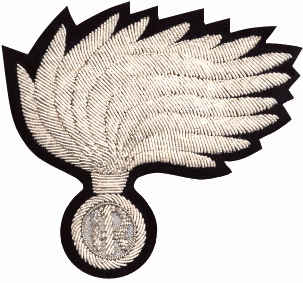
Fregio da cappello rigido, "fiamma sfuggente" argentata a 13 punte su panno nero da sovrintendente dell'Arma dei carabinieri
Distintivo di grado per controspallina di brigadiere della Guardia di finanza
Fregio da cappello rigido utilizzato dai sovrintendenti della Guardia di finanza

### Regno delle Due Sicilie
Nel Real Esercito del Regno delle Due Sicilie il grado di Brigadiere era anche denominato colonnello brigadiere ed era superiore al grado di Maggiore e inferiore al grado di Maresciallo di campo. Il distintivo di grado era costituito da due spalline con ricamo d'argento con corona e un giglio in oro.

### Spagna
Il grado di brigadier venne istituito da Felipe V nel 1702 intermedio tra coronel e generale. In alcuni paesi latinoamericani il grado è rimasto in vigore anche dopo l'indipendenza dalla Spagna. Il grado di brigadiere nel Regno di Spagna  venne considerato appartenente ai generali nel 1871 e rinominato generale di brigata nel 1889.
Il grado di brigadier non va confuso con il grado di brigada, che nelle forze armate spagnole attuali fa parte della categoria dei sottufficiali e corrisponde nelle forze armate italiane al grado di maresciallo capo dell'Esercito Italiano e dell'Arma dei Carabinieri, al maresciallo di prima classe dell'Aeronautica Militare Italiana e al grado di Capo di prima classe della Marina Militare Italiana.

### Svizzera
(IT) : Brigadiere, (FR) : Brigadier, (DE) : Brigadier
Nell'esercito svizzero, il grado di brigadiere (abbreviato br) è un alto ufficiale superiore (ufficiale generale).

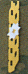
Distintivo vecchio
Distintivo attuale
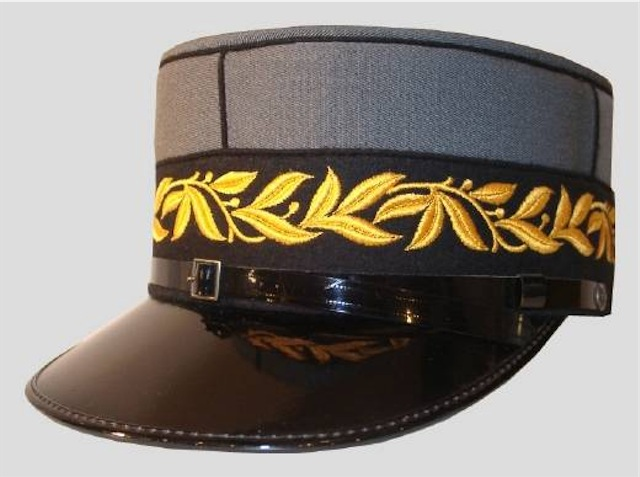
Kepi